# 吉鸿昌

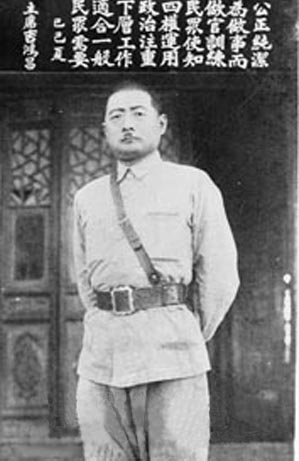
吉鸿昌像。照片上方为他1929年的题字：“公正纯洁，为做事而做官，训练民众，使知五权运用，政治注重下层，工作适合一般民众需要。”落款为“已巳夏，主席吉鸿昌”

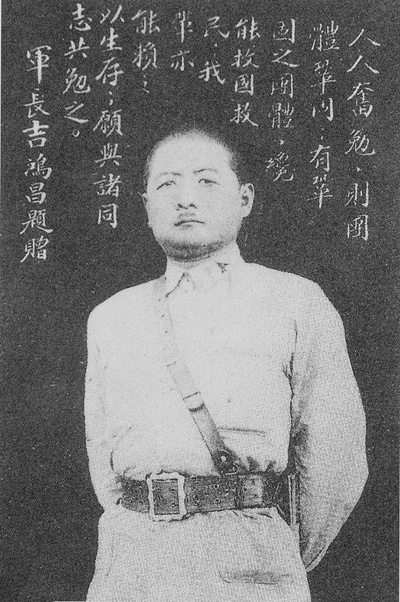
吉鸿昌像。照片上方为他的题字：“人人奮勉，則團體鞏固；有鞏固之團體，纔能救國救民；我輩亦能賴之以生存；願與諸同志共勉之。”落款為“軍長吉鴻昌題贈”

吉鸿昌（1895年10月18日—1934年11月24日），原名恒立，字世五，河南省扶沟县人。祖籍陕西省韩城县西原村吉家巷。民國年間西北軍著名將領，亦曾加入共產黨。

## 生平
吉鸿昌生于吕潭镇吕潭村，父亲吉茂松在镇上开茶馆维持生计，母亲早逝。为了帮父亲养家糊口，年幼的吉鸿昌经常拾柴禾，拣庄稼，或提篮上街卖烟丝；稍长，就帮助父亲照顾茶馆。
14岁时，因生活所迫，吉鸿昌离家到县城松盛楼首饰店当学徒。后因倒闭而回家。
16岁时吉鸿昌又到周口镇增盛合杂货行当学徒，在那里苦熬了两个年头，看到了人世间的苦难。
1913年8月，冯玉祥在河南郾城一带招兵。吉鸿昌毅然跑到郾城从军，从此开始了他的戎马生涯。

### 出身冯军
入伍之后，被冯玉祥看中，很快被选入模范连受训。1917年7月，吉鸿昌被调到冯玉祥的手枪队。不久，被提升为连长。1917年夏，参加补助教导大队第2期军官班学习，成绩优异。
1921年，冯部扩编为第11师，吉鸿昌被提升为第21旅43团3营营长。
1924年9月，第二次直奉战争爆发，冯玉祥从热河前线倒戈回师北京，发动“北京政变”，吉鸿昌奉命守卫北京南苑。
1925年吉鸿昌升任绥远督统署直辖骑兵团团长兼警务处长。
1926年，任第36旅旅长。冯玉祥派他从兰州出兵，击败在西安围困杨虎城8个月的劉鎮華部队。冯玉祥改编为国民革命军后，吉鸿昌参加北伐。1926年冬36旅扩编为19师，吉鸿昌升任师长。
1927年5月出潼关，佔河南洛阳，7月3日在巩县附近黄沙峪夜渡汛期的黄河，换上奉军军服，奔袭占领了新乡，克安阳、沁阳等城镇，势如风卷残云，奉系军队被打得大败而逃。很快，河南局势暂告稳定。第19师作战勇猛。有“铁军”之稱。

### 主政宁夏
1928年，任第30师师长，驻防天水。
1929年夏天，吉鸿昌率部在平定甘肃匪乱后进入宁夏。当时宁夏政局混乱，为了稳定形势，7月24日，冯玉祥委任吉鸿昌为第10军军长兼寧夏省政府主席。吉鸿昌就职后，决心为民兴利革弊，在自己的像片上亲笔写下：“ 公正纯洁，为做事而做官，训练民众，使知四权运用，政治注重下层，工作适合一般民众需要。”吉鸿昌为除掉吏治黑暗，组织了考察队分赴各县考察。他还特别重视回汉合作的民族政策，派出大批政工人员，到各乡回民聚居地召开群众大会，宣传只分良莠，不分回汉的道理，号召回汉两族人民团结起来；还召集回教代表开会，与代表合影留念。在这期间，吉鸿昌决心开发西北，并提出 “开发大西北” 的口号，自任开发西北总指挥。为此，部队成立拂晓读书会，组织团以上军官参加学习，后又扩大到营以上军官。

### 亲共师长、出国考察
1930年4月，参加蒋介石、阎锡山、冯玉祥、李宗仁的中原大战，任冯玉祥军第3路总指挥、率军出潼关，於隴海路正面击敗陳誠。9月，冯玉祥战败，吉鸿昌率部投降蒋介石，任国民革命军第二十二路军总指挥兼第三十师师长，防区在河南潢川、光山一带，担任对鄂豫皖革命根据地的围剿任务。但吉却向其部下和士兵们宣传“枪口不对内”、“中国人不打中国人”，在三道河给鄂豫皖苏区写信，表示决不与红军打仗。吉鸿昌数次到苏区参观，还随时准备投共。
1931年5月，蒋介石电令吉鸿昌向安徽金寨进剿红军，并派冷欣为特派员驻吉鸿昌总部监视，而吉鸿昌拿定主意不打红军，并秘密策划起义、参加红军。于是，蒋介石撤销了他的军职，强令他以考察军事为名“出国考察”。 1931年9月，蒋介石察觉到吉鸿昌亲共的态度后，用特务收买了其手下，并派兵包围吉鸿昌部。因潢川起义未成，被迫交出兵权离开部队，以出国游历考察之名被强行挟持登船出洋考察。第22路军被蒋介石改编为第30军，张印湘为军长。下辖三个师: 
- 第30师，彭振山任师长;
- 第31师，张印湘兼任师长;
- 第33师，葛云龙任师长。

第30军在徐州会战中奉命坚守台儿庄主要防御阵地，与日军精锐第10师团进行浴血争夺，为台儿庄战役获胜奠定基础。
吉鸿昌在美国为抗议帝国主义者对中国人的歧视，维护民族尊严，他找来一块木牌挂在身上，用英文仔细地写上：“I am Chinese!”；他曾怒斥陪同的使馆参赞：“你觉得当中国人丢脸吗，可我觉得当中国人光荣！”他还通过接受记者的采访，以事实揭露了日本侵略中国的罪行，并谴责英国纵容日本侵略中国和蒋介石对日妥协的行径。

### 策反旧部和察哈尔民众抗日同盟军
1932年，上海一·二八事变爆发，吉鸿昌得知后，执意中断在国外的“考察”，摆脱特务监视回国。2月28日吉鸿昌抵上海。通过原西北军中的中共地下党员与上海党组织接头，不久返回寓居天津，秘密与中共华北政治保卫局联系，并于4月加入中共。不久，他就整理出版了17万字的《环球视察记》。1932年10月20日前后，吉鸿昌从上海只身潜入鄂东北麻城宋埠等地，以寻找和看望他的旧部官兵为名，试图拉出30师88旅，89旅，90旅，投奔鄂东北苏区。但是只有一个90旅愿意起义，国军第13师围追堵截，这个90旅很快哗变，吉鸿昌派去策反的副官被30师师长杀害，投共失败。大约是11月底12月初，即重新组建红二十五军之时，吉鸿昌离开苏区。
1933年，在热河抗战、長城戰役后，日军占领察哈尔部分地区。3月25日，吉鸿昌乘火车抵张垣。中共张垣特委派出吴化之与吉鸿昌联系,担任吉鸿昌统率的抗日部队的政治部主任。5月26日，吉鸿昌与冯玉祥、方振武、佟麟阁在察哈尔张家口建立察哈尔民众抗日同盟军，任第2军军长，后任北路前敌总指挥。何应钦断绝对抗日同盟军一切经费补给途径，吉鸿昌自己拿出6万元购置军火。至7月12日同盟军攻占多伦（位于今内蒙古自治区锡林郭勒盟）、康保、寶昌、沽源等4座县城，将日满伪军驱出察境。因为当时全面抗战尚未爆发，蒋介石认为该军妨害统一政令、破坏国策，令何应钦指挥16个师逼近察哈尔。
8月5日，冯玉祥将察军政大权交给察哈尔省政府主席宋哲元，撤销抗日同盟军总部。吉鸿昌、方振武等则公开中国共产党身份，率领余下部队在察哈尔南部地区寻机建立新苏区。
9月，部队辗转到赤城县北的独石口后，在进军商都准备与抗日将领高树勋会师时，遭国军多番阻击，便决定“抗日讨贼”，南下攻打由何应钦所率中央军重兵把守的北平。国民革命军驻北平城防部队受到偷袭后反攻，将吉鸿昌等部逼退至当时中、日两军驻地中间地带，国军与日军达成一致围攻其残部。为避免全系被歼，吉鸿昌、方振武接受国民政府收编剩余部队、二人离队出洋的和谈条件。
1933年秋，吉鸿昌乔装辗转回到天津。为安全起见，他先住进了六国饭店。1933年冬，吉鸿昌与宣侠父建立了联系，不久他们二人化装到上海，与中共上海临时中央局军委代理书记王世英接上了关系，汇报了察哈尔抗日的详细经过。

### 加入中共、渗透活动
1934年3月，宣侠父介绍吉鸿昌加入中国共产党，并陪吉鸿昌到上海履行了入党手续。
1934年4月初，南汉宸受共產党的指示也来到天津。吉鸿昌和南汉宸、宣侠父、任应岐等制定了中原暴动计划，拟把当时正在江西参加“剿共”的吉鸿昌旧部两个师的兵力拉回河南，再和地方民团组织联合起来，组织十几万人的中原暴动，再拉到西北与杨虎城会合。
1934年5月吉鸿昌在天津参与组织中国人民反法西斯大同盟，任中央委员会内中共党团领导成员。建立有冯玉祥、李济深、方振武、任应歧等反蒋抗日力量代表在内的大同盟中央委员会。在他家三楼一角，设立了一个秘密印刷所，和宣侠父出版机关刊物《民族战旗》。继续从事兵变和策反中央军等工作。
1934年6月，吉鸿昌、南汉宸秘密与西安杨虎城将军取得联系，并得到杨虎城的援助。
1934年8、9月間，被派往安徽進行渗透和發動武裝抗日的人員被捕，暴露了吉鴻昌在天津組織訓練武裝力量的工作。

### 被捕遭杀
11月9日晚，在天津国民饭店二楼45号房吉鸿昌、任应岐、刘少南及李干三秘密开会的房间，被中国国民党力行社华北区郑介民、天津站陈恭澍派遣的特务吕一民、吕问友闯入开枪，刘少南當場中彈身亡，吉鸿昌亦被流彈擊中右肩受傷，被天津法租界工部局逮捕。
11月13日，孔祥熙、宋美龄由绥远经北平至津，对法租界施加压力并以买通法工部局。
11月14日，吉、任被引渡至天津公安局审讯，后又被押往国民党第五十一军军法处受审，关押于曹家花园陆军监狱（今河北区月纬路64号）。
11月22日吉鸿昌、任应岐及吉鸿昌的连襟林少文等3人移送国民政府北平军分会，羁押在北平陆军监狱（今东城区炮局胡同21号），由軍法處訊办，国民党中央军令： “以吉、任累次逞兵作乱，危害民国，通緝有案。更在津勾结共产党，应即按照《紧急治罪法》将吉、任二犯执行枪决。”
11月24日在北平陆军监狱以“扰乱治安、加入共党、危害民国”、“该两犯已供认不讳”，吉鸿昌与任应岐被执行枪决。
其遗孀胡鸿霞在吉鸿昌枪决4天后领回了丈夫的遗体，并在吉鸿昌的口袋里，发现了一张香烟纸，一行写着‘不要告诉我太太知道’；另一行是‘不要厚殓’。吉鸿昌的家人和部属遵照遗嘱将其入殓后，灵柩暂厝北平长春寺，原拟安葬在天津，后担心会遭到力行社特务的破坏。1935年春，吉鸿昌的四弟吉加昌亲赴北平，同嫂胡鸿霞及其幼子幼女一起，将灵柩乘火车运至许昌，后由乡亲用马车将灵柩运回吕潭镇，并安放在故居堂屋内。
中華人民共和國建國后，刺杀吉鸿昌的特务吕一民、吕问友匿居天津。1951年在镇压反革命运动中，被公安人员捕获，解送天津军事管制委员会军法处审理。审讯中，二人对刺杀吉鸿昌将军的事实供认不讳。1951年3月31日，天津市人民法院判处吕一民、吕问友死刑。1964年，中共河南省委、省人民政府根据全国各地群众方便悼念的建议，征得遗孀胡鸿霞的同意，作出决议，将吉鸿昌烈士的遗骨迁葬于郑州“河南省烈士陵园”。

## 纪念
1945年4月，中国共产党第七次全国代表大会时，中共中央决定授予吉鸿昌“革命烈士”称号。
吉鸿昌旧居，又名“红楼”，位于当时的天津法租界的霞飞路（Avenue Joffre）（今和平区花园路5号），作为天津租界时代的重要建筑之一留存下来。该建筑目前是天津市文物保护单位和重点保护等级历史风貌建筑。
吉鸿昌烈士墓，位于河南省郑州市烈士陵园内，有墓冢、纪念亭，亭内立有胡耀邦题词的纪念碑等。汉白玉墓碑上刻有吉鸿昌就义前写的誓言。
1921年，时任营长的吉鸿昌与父亲吉筠亭共同筹资，利用吕潭镇上的龙王庙兴办了吕北初级小学。教科书文具由学校免费供应，家庭特别困难者，衣服鞋袜由学校特别补助。
1928年秋，校名改为私立中山小学校。
1929年升任宁夏省主席的吉鸿昌，在吕潭镇西北隅贾鲁河畔置地50亩，开始兴建新的校舍，1930年秋招收三年制师范1班，至1931年夏，新校舍竣工后，各年级学生都搬进新校舍上课。原来招的师范班，因省教育厅不予备案而停招。接着吉鸿昌购置校田，捐固定基金，呈准备案，重组校董会，详定学校管理条例。条例中特别规定：“董事会的吉姓人不准管学校经济”，将校名改为河南省私立吕潭中学校。从小学至师范，各科齐全，免费收取学生。
1931年吉鸿昌父亲吉筠亭病逝，吉鸿昌回乡奔丧在全体师生大会上，曾讲过这样一段话：“都说我们父子是大傻瓜，有钱不置庄田给子孙造福，却把大批的钱扔在学校里。”他说到这里哈哈大笑几声，接着说道：“我办学有两种想法：一是培养出大量人才，才能使国家强盛，不受帝国主义侵略；二是我看古往今来当武将的很少有好下场，一旦跌倒，难免家灭满门，财产充公。所以我想，与其叫别人充公，何如早些我自己充公，给国家、给老百姓办一点有益的事情？”
1934年11月24日，吉鸿昌被枪决那天在给吕潭镇乡绅冯欣农、马遐富等人的遗书中说：
  欣农、仰心、遐福、慈情诸先生鉴：昌为时代而死矣，家中事及母亲已托二、三、四弟奉养，儿女均托洪霞教养不必回家，在津托喻先生照料教育，吾先父所办学校校款欣农遐福均悉，并先父在日已交地方正绅办理，所虑者吾死后恐吾弟等有不明白之处还要强行分产，诸君证明已有其父兄遗嘱，属吕潭地方学校教育地方贫穷子弟而设款项皆由先父捐助，非先父兄私产也。永昌弟鉴：兄死矣家产由先父已分清学校款您不必过问，您嫂洪霞教养两子您能照料则照料否则不必过问，听之可也，有不尽之言大家商量办去，我心已乱不能再往下写，特此最后一信祈兄等竭力帮助生者感激死者结草鉴书匆匆不尽馀言。

    吉鸿昌手启

    十一月廿四日
1935年5月省教育厅督学李在谦到学校视察。
至1939年秋，吕潭寨墙被黄水包围，校田被淹，日寇入侵，经费来源大部分断绝，学校才被迫停办。
1942年秋，吉鸿昌的三弟吉卜五曾续办这个学校，名为私立吉氏小学校。
1944年11月24日，中山学校校董会和全体师生举行大会，纪念吉鸿昌烈士逝世十周年，并立“经文纬武”大匾，以志纪念。到1944年冬，黄水整个吞没了吕潭镇，学校被迫停办。
1947年,吕潭镇设立了扶沟县第三区人民政府，这年冬季利用学校南院残留校舍，又复办了这个学校。定名为“鸿昌小学校”。
1949年春，第四野战军第120、128师途经吕潭，全体指战员在烈士墓前开会纪念，部队首长为学校亲笔题字“鸿昌学校”。
1950年春，改名为吕潭完全小学校。
1969年“扶沟县吕谭中学”。
1978年，又改为吉鸿昌学校。
1984年扩建学校。1985年扶沟县敦聘任天津市政协常委吉瑞芝兼名誉校长。
2006年5月，吕潭学校旧址被国务院公布为第六批全国重点文物保护单位。
1971年周恩来总理在国务院召开的一次会上指出指出：“吉鸿昌同志由旧军人出身，后来参加共产党，牺牲时很英勇，从容就义，很有必要把他的事迹出书。”
1984年，邓小平为河南人民出版社出版的《吉鸿昌将军牺牲五十周年纪念辑》题写了书名。聂荣臻元帅亲笔题词：“民族英雄吉鸿昌烈士永垂不朽！”
1995年，吉鸿昌诞辰100周年之际，政治局常委江泽民、李鹏、乔石、李瑞环、刘华清为吉鸿昌题词。
坐落在扶沟县城内的吉鸿昌将军纪念馆，是全国爱国主义教育基地和国防教育基地。前身是扶沟县烈士陵园，始建于1962年，1979年在原址基础上开始筹建“吉鸿昌烈士纪念馆”，1984年11月24日，在吉鸿昌牺牲50周年之际建成并对外开放。1995年吉鸿昌诞辰100周年之际，更名为“吉鸿昌将军纪念馆”，中共中央总书记、国家主席、中央军委主席江泽民亲笔题写了馆名。扶沟县于2007年开始规划建设吉鸿昌将军纪念馆新馆，2009年11月24日吉鸿昌就义75周年，吉鸿昌将军纪念馆新馆正式开馆。2014年9月初，国家公布了第一批80处国家级抗战纪念设施、遗址名录，吉鸿昌将军纪念馆入选。吉鸿昌将军纪念馆位于扶沟县城鸿昌大道东段，总投资5000万元，占地6.6万平方米，建筑面积1.6万平方米，基本陈列面积2600平方米。馆区由主馆、纪念广场、国防教育园、休闲公园四部分组成。主馆内设四个主展厅、一个多功能厅、一个廉政教育厅和半景画馆等。馆前广场上威武屹立着吉鸿昌将军青铜塑像，铜像高7.9米、重6吨，是由扶沟县群众和社会各界捐资所铸。广场西侧是国防教育园，放置有一架退役的歼-6战斗机、一辆坦克及两部大炮等。
位于天津市和平区中心公园内有吉鸿昌雕像
吉鸿昌故居——天津市和平区花园路4号，现为和平医院。
2009年9月14日建国六十周年前夕，吉鸿昌被评为“100位为新中国成立作出突出贡献的英雄模范人物”之一。
革命历史题材电影故事片《吉鸿昌》，长春电影制片厂拍摄，由李光惠、齐兴家执导，达奇主演，于1979年上映。该片获得第三届百花奖最佳影片奖、最佳编剧奖。吉鸿昌的就义诗由作曲家雷振邦谱曲，姚仲儒演唱，是电影《吉鸿昌》插曲。

## 吉鸿昌语录

### 察哈尔抗战诗
有贼无我，有我无贼。非我杀贼，即贼杀我。半壁河山，业经改色。是好男儿，舍身报国！

### 绝命诗
恨不抗日死，留作今日羞。国破尚如此，我何惜此头？

### 临刑前对刽子手说的话
“我为抗日而死，不能跪下挨枪，我死了也不能倒下！给我拿个椅子来，我得坐着死。”
接着又说：“我为抗日死，死得光明正大，不能在背后挨枪。你在我眼前开枪，我要亲眼看到敌人的子弹是怎样打死我的。”

### 遗书
1934年11月24日，吉鸿昌就义前几个小时，向法庭要了笔墨和信纸，给夫人胡红霞留下遗书手迹（现被天津市博物馆收藏）：

 “红霞吾妻鉴：
夫今死矣！是为时代而牺牲。人终有死，我死您也不必过伤悲，因还有儿女得您照应。家中余产不可分给别人，留作教养子女等用。我笔嘱矣，小儿还是在天津托俞先生照料上学，以成有用之才也。家中继母已托二、三、四弟照顾、教（孝）敬，你不必回家可也。”

吉鸿昌牺牲前写给三个弟弟的遗嘱:

“ 国昌、永昌、加昌等见字兄己死矣，家中事俱己分清，你嫂洪霞及小儿鸿男、悌悌由您洪霞嫂教养，吾弟急手足之情照应可也，唯兄所恨者先父去世嘱托继母奉养之责，吾弟宜竭力孝敬不负父兄之托也。
                                    兄吉鸿昌书 十一月二十四日十一时冲”

## 亲属
- 吉鸿昌的父亲吉筠亭，在家乡开茶馆为生。1931年病逝。在墓碑上镌刻着他对吉鸿昌的教诲：“做官即不许发财”。2016年12月，在第六批全国重点文物保护单位吕潭学校旧址发现《吉筠亭先生事略碑》，该碑刻立于中华民国二十三年（1934年）五月三十日，乃吉鸿昌父亲吉筠亭先生去世3周年之际所立，距吉鸿昌就义不到6个月。囿于当时的政治形势，此碑竖立不久即掩埋于地下。该碑记述了吉鸿昌的父亲《吉筠亭先生事略》计876字及《吉筠亭先生遗嘱》计376字，内容包括吉筠亭携子吉鸿昌等创办吕潭中山学校的情况，具有较高的历史文化价值。
- 夫人胡红霞，1908年生。育有二女一子。吉鸿昌就义时，胡红霞把房子抵押给军阀周荫人当了8万元，为吉鸿昌收敛遗体料理后事。1949年胡红霞受邀参加了开国大典。根据中央人民政府发布《革命军人牺牲病故褒恤暂行条例》，1953年7月1日中共中央主席、中央人民政府主席毛泽东为吉鸿昌烈士签发《革命牺牲军人家属光荣纪念证》，授予遗孀胡红霞。1970年胡红霞在天津病故。
- 长女吉德明，1928年生，1931年夭折。
- 长子吉兰泰，1930年出生，退休前在天津当中学教师，为人比较低调，不愿抛头露面。
- 女儿吉瑞芝，1932年生。吉鸿昌就义后随母亲隐姓埋名。直到全面抗战爆发后，才恢复吉姓。1950年吉瑞芝陪母亲回到扶沟县老家为父亲移灵扫墓，面对数十万父老乡亲，她第一次登台讲述了父亲的事迹。吉瑞芝1952年考进天津师范学院，毕业后留校任教。1969年吉瑞芝调天津市政协工作，2000年退休。[11]。 吉瑞芝有一子二女。
- 侄兒吉星文，國民革命軍抗日名將，八二三炮战中中弹身亡。
- 夫人胡红霞的姐夫林少文，作为共产党嫌疑犯，与吉鸿昌一起被羁押在北平陆军监狱，作为陪绑犯亲眼目睹了吉鸿昌就义全过程。林少文一出监狱，便找到胡鸿霞，向她讲述了吉鸿昌就义前后的详细情况。林少文叫胡鸿霞赶快拿出纸和笔，记下吉鸿昌写下的就义诗，并告诉胡鸿霞，吉鸿昌的遗书还在敌人手里。